# ポリー・ホリデイ
ポリー・ホリデイ（Polly Holliday、1937年7月2日 - ）は、アメリカ合衆国アラバマ州生まれの女優である。

## 来歴
1937年にアラバマ州ジャスパーに生まれる。女優になる前は、アラバマ州とフロリダ州においてピアノ教師をしていた。その後、フロリダ州サラソータを拠点とする劇団の“Asolo Theatre Company”に10年在籍。1973年にはニューヨークへ移り、ブロードウェイデビューも果たす。そこで知り合ったダスティン・ホフマンとは友人であり、その後も映画『大統領の陰謀』などで共演した。テレビドラマへの出演でも知られており、1979年と1980年には、出演したテレビドラマ『アリス』においてゴールデン・グローブ賞を受賞している。
日本でも、ジョー・ダンテ監督、ザック・ギャリガン主演の『グレムリン』における意地悪婆さんのディーグル夫人役やロビン・ウィリアムズ主演の大ヒットコメディ『ミセス・ダウト』の気難しい隣人の老夫人役などで知られている。
舞台への出演においてもその演技力が評価されて1994年にはトニー賞へノミネートされたほか、エミー賞に3回、ゴールデン・グローブ賞に4回（うち2回は受賞）された経歴を持つ。

## 出演作品

### 映画
- Pittsville - Ein Safe voll Blut (1974)
- デキシー・ダンスキングス W.W. and the Dixie Dancekings (1975)
- ディスタンス Distance (1975)
- 大統領の陰謀 All the President's Men (1976)
- ワン・アンド・オンリー The One and Only (1978)
- グレムリン Gremlin (1984)
- パラドールにかかる月 Moon Over Parador (1988)
- ミセス・ダウト Mrs. Doubtfire (1993)
- ミスター・クレイジー Mr. Wrong (1996)
- ファミリー・ゲーム/双子の天使 The Parent Trap (1998)
- ドーン・オブ・ザ・デッドDawn of the Dead(2004)
- スティック・イット! Stick It (2006)
- ライラにお手あげ The Heartbreak Kid (2007) ※日本劇場未公開

### テレビドラマ
- アリス Alice (1976-1980) ※ゴールデン・グローブ賞受賞
- フロー Flo (1980-1981)
- 世にも不思議なアメージング・ストーリー Amazing Stories (1986)
- ホミサイド/殺人捜査課 Homicide: Life on the Street (1996)
- Home Improvement (1993-1999)

## 受賞・ノミネート歴

### ゴールデングローブ賞
- Alice (1979)：受賞
- Alice (1980)：受賞
- Flo (1981)：ノミネート
- The Gift of Love: A Christmas Story (1983)：ノミネート

### エミー賞
- Alice (1978)：ノミネート
- Alice (1979)：ノミネート
- Alice、Flo (1980)：ノミネート

### トニー賞
- The Picnic (1994)：ノミネート